# Llista de monuments de l'Alcoià
Llista de monuments de l'Alcoià inscrits en l'Inventari General del Patrimoni Cultural Valencià per la comarca de l'Alcoià.
S'inclouen els monuments declarats com a Béns d'Interés Cultural (BIC), classificats com a béns immobles sota la categoria de monuments (realitzacions arquitectòniques o d'enginyeria, i obres d'escultura colossal), i els monuments declarats com a Béns immobles de rellevància local (BRL). Estan inscrits en l'Inventari General del Patrimoni Cultural Valencià, en les seccions 1a i 2a respectivament.

## Alcoi
| Monument                                                                       | Prot.?        | Estil/època                                                          | Localització                                                                 | Coordenades                                            | Codi?         | Imatge |
| ------------------------------------------------------------------------------ | ------------- | -------------------------------------------------------------------- | ---------------------------------------------------------------------------- | ------------------------------------------------------ | ------------- | --- |
| Torre de Batxell, o Castell de Barxell                                         | BIC           | Arquitectura medieval S.XIII-XIV                                     | Alcoi Ctra. CC-3313 a Banyeres                                               | 38° 41′ 27″ N, 0° 31′ 49″ O / 38.690958°N,0.530171°O   | RI-51-0009191 | Torre de Barxell (Alcoi) · Vegeu més fotos d'aquest monument · Carregueu una nova foto d'aquest monument                                       |
| Recinte emmurallat d'Alcoi                                                     | BIC           |                                                                      | Alcoi Al centre de la població                                               | 38° 42′ 01″ N, 0° 28′ 27″ O / 38.700177°N,0.474046°O   | RI-51-0011583 | Recinte emmurallat d'Alcoi · Vegeu més fotos d'aquest monument · Carregueu una nova foto d'aquest monument                                     |
| Nucli antic d'Alcoi                                                            | BIC           |                                                                      | Alcoi C. Sant Nicolau, Glorieta, pl. Espanya, c. Sant Llorenç, c. Joan Cantó | 38° 41′ 53″ N, 0° 28′ 23″ O / 38.697956°N,0.472939°O   | RI-53-0000280 | Nucli antic d'Alcoi · Vegeu més fotos d'aquest monument · Carregueu una nova foto d'aquest monument                                            |
| Molinar d'Alcoi, conjunt industrial i Font del Molinar                         | BIC           | S.XVIII (1780); S.XIX (1828-1829) aqüeducte; S.XX (1912-1914) cúpula | Alcoi Ctra. N-340 a Alacant                                                  | 38° 40′ 47″ N, 0° 27′ 54″ O / 38.67965°N,0.465039°O    | RI-53-0000596 | Molinar d'Alcoi · Vegeu més fotos d'aquest monument · Carregueu una nova foto d'aquest monument                                                |
| Ermita de Sant Antoni Abat d'Alcoi                                             | BRL           | Gòtic S.XIV; 1773                                                    | Alcoi Mont de Sant Antoni                                                    | 38° 40′ 16″ N, 0° 28′ 37″ O / 38.671051°N,0.476836°O   | 03.27.009-002 | Ermita de Sant Antoni Abat (Alcoi) · Vegeu més fotos d'aquest monument · Carregueu una nova foto d'aquest monument                             |
| Santuari de la Font Roja, i Escola de la Natura                                | BRL           | S.XIX (1885-1891)                                                    | Alcoi Mont Carrascar                                                         | 38° 39′ 54″ N, 0° 32′ 26″ O / 38.664966°N,0.540433°O   | 03.27.009-006 | Santuari de la Font Roja (Alcoi) · Vegeu més fotos d'aquest monument · Carregueu una nova foto d'aquest monument                               |
| Església parroquial de Sant Maur i Sant Francesc                               | BRL           | S.XX (1950-1960)                                                     | Alcoi Pl. Ramón y Cajal                                                      | 38° 41′ 43″ N, 0° 28′ 24″ O / 38.695379°N,0.473367°O   | 03.27.009-007 | Església parroquial de Sant Maur i Sant Francesc (Alcoi) · Vegeu més fotos d'aquest monument · Carregueu una nova foto d'aquest monument       |
| Església parroquial de Sant Roc i Sant Sebastià                                | BRL           |                                                                      | Alcoi Av. Alameda, 1                                                         | 38° 41′ 56″ N, 0° 28′ 52″ O / 38.698842°N,0.481068°O   | 03.27.009-008 | Església parroquial de Sant Roc i Sant Sebastià (Alcoi) · Vegeu més fotos d'aquest monument · Carregueu una nova foto d'aquest monument        |
| Església de Santa Maria                                                        | BRL           | S.XX (1940-1955)                                                     | Alcoi Pl. Espanya, 4                                                         | 38° 41′ 54″ N, 0° 28′ 24″ O / 38.698345°N,0.47329°O    | 03.27.009-009 | Església de Santa Maria (Alcoi) · Vegeu més fotos d'aquest monument · Carregueu una nova foto d'aquest monument                                |
| Monestir del Sant Sepulcre, o Església del Sant Sepulcre i Convent d'Agustines | BRL           | S.XVI (1596-1598) església; S.XX (1925) convent                      | Alcoi C. Sant Tomàs, 4                                                       | 38° 41′ 56″ N, 0° 28′ 26″ O / 38.6987914°N,0.4740243°O | 03.27.009-010 | Monestir del Sant Sepulcre (Alcoi) · Vegeu més fotos d'aquest monument · Carregueu una nova foto d'aquest monument                             |
| Església de Sant Jordi                                                         | BRL           | S.XIX (1844) projecte; 1854 altar major                              | Alcoi C. Sant Tomàs, 10                                                      | 38° 41′ 57″ N, 0° 28′ 28″ O / 38.699148°N,0.474461°O   | 03.27.009-017 | Església de Sant Jordi (Alcoi) · Vegeu més fotos d'aquest monument · Carregueu una nova foto d'aquest monument                                 |
| Església parroquial de la Mare de Déu dels Desemparats                         | BRL           | Neoclassicista S.XIX (1844) projecte; 1852 construcció               | Alcoi Pl. Mare de Déu, 1                                                     | 38° 42′ 03″ N, 0° 28′ 23″ O / 38.700825°N,0.473092°O   | 03.27.009-037 | Església parroquial de la Mare de Déu dels Desemparats (Alcoi) · Vegeu més fotos d'aquest monument · Carregueu una nova foto d'aquest monument |
| Antiga Hidroelèctrica Espanyola                                                | BRL           | Modernista S.XX (1910)                                               | Alcoi C. Colón, 1                                                            | 38° 41′ 52″ N, 0° 28′ 51″ O / 38.697899°N,0.480807°O   | 03.27.009-038 | Antiga Hidroelèctrica Espanyola (Alcoi) · Vegeu més fotos d'aquest monument · Carregueu una nova foto d'aquest monument                        |
| Església parroquial del Salvador                                               | BRL           |                                                                      | Alcoi C. Na Saurina d'Entença, 80                                            | 38° 42′ 14″ N, 0° 28′ 37″ O / 38.703957°N,0.477051°O   | 03.27.009-053 | Carregueu una nova foto d'aquest monument |
| Església parroquial del Sagrat Cor de Jesús                                    | BRL           |                                                                      | Alcoi C. Caramanxell, 1                                                      | 38° 42′ 17″ N, 0° 28′ 22″ O / 38.704787°N,0.472683°O   | 03.27.009-054 | Església parroquial del Sagrat Cor de Jesús (Alcoi) · Vegeu més fotos d'aquest monument · Carregueu una nova foto d'aquest monument            |
| Església parroquial de Sant Josep Obrer                                        | BRL           |                                                                      | Alcoi C. Carrascar 19                                                        | 38° 41′ 19″ N, 0° 29′ 40″ O / 38.688635°N,0.494495°O   | 03.27.009-055 | Església parroquial de Sant Josep Obrer (Alcoi) · Carregueu una nova foto d'aquest monument                                                    |
| Església parroquial de Sant Joan de Ribera                                     | BRL           |                                                                      | Alcoi C. Sant Joan Bosco, 35                                                 | 38° 42′ 30″ N, 0° 27′ 43″ O / 38.708408°N,0.462052°O   | 03.27.009-056 | Carregueu una nova foto d'aquest monument |
| Església parroquial de Santa Rosa                                              | BRL           |                                                                      | Alcoi C. Joan de Joanes, 16                                                  | 38° 41′ 40″ N, 0° 29′ 10″ O / 38.694419°N,0.486166°O   | 03.27.009-057 | Església parroquial de Santa Rosa (Alcoi) · Carregueu una nova foto d'aquest monument                                                          |
| Font del Molinar                                                               | BRL etnològic | S.XX (1912)                                                          | Alcoi Barranc de la Batalla                                                  | 38° 40′ 46″ N, 0° 27′ 55″ O / 38.679572°N,0.465169°O   | 03.27.009-062 | Font del Molinar (Alcoi) · Vegeu més fotos d'aquest monument · Carregueu una nova foto d'aquest monument                                       |
| Xarxa Hidràulica                                                               | BRL           |                                                                      | Alcoi                                                                        |                                                        | 03.27.009-063 | Xarxa Hidràulica (Alcoi) · Vegeu més fotos d'aquest monument · Carregueu una nova foto d'aquest monument                                       |
| Molí Nou del Ferro                                                             | BRL etnològic | S.XVIII                                                              | Alcoi Riu Molinar                                                            | 38° 40′ 53″ N, 0° 27′ 56″ O / 38.681477°N,0.465676°O   | 03.27.009-064 | Carregueu una nova foto d'aquest monument |
| Molí del Ferro                                                                 | BRL etnològic | S.XVIII                                                              | Alcoi Riu Molinar                                                            | 38° 40′ 54″ N, 0° 27′ 56″ O / 38.68154°N,0.465662°O    | 03.27.009-065 | Carregueu una nova foto d'aquest monument |
| Els Solers                                                                     | BRL           | S.XIX                                                                | Alcoi Riu Molinar                                                            | 38° 40′ 54″ N, 0° 27′ 57″ O / 38.681677°N,0.465761°O   | 03.27.009-066 | Carregueu una nova foto d'aquest monument |
| Molí de Tort, o Molí de la Figuera                                             | BRL etnològic |                                                                      | Alcoi Riu Molinar                                                            |                                                        | 03.27.009-067 | Carregueu una nova foto d'aquest monument |
| Batà de Silvestre                                                              | BRL etnològic | S.XIX                                                                | Alcoi Riu Molinar                                                            | 38° 40′ 55″ N, 0° 28′ 00″ O / 38.682082°N,0.466563°O   | 03.27.009-068 | Carregueu una nova foto d'aquest monument |
| Batà de Pastor                                                                 | BRL etnològic | S.XIX                                                                | Alcoi Riu Molinar                                                            | 38° 40′ 54″ N, 0° 28′ 00″ O / 38.681743°N,0.466736°O   | 03.27.009-069 | Carregueu una nova foto d'aquest monument |
| Borrera de Sanus                                                               | BRL etnològic | S.XIX                                                                | Alcoi Riu Molinar                                                            | 38° 40′ 56″ N, 0° 27′ 59″ O / 38.682306°N,0.466486°O   | 03.27.009-070 | Carregueu una nova foto d'aquest monument |
| Màquina de Graus                                                               | BRL etnològic | S.XIX                                                                | Alcoi Riu Molinar                                                            | 38° 40′ 58″ N, 0° 27′ 59″ O / 38.682724°N,0.466253°O   | 03.27.009-071 | Carregueu una nova foto d'aquest monument |
| Ermita de la Mare de Déu del Pilar                                             | BRL           | S.XIX                                                                | Alcoi Riu Molinar                                                            | 38° 40′ 55″ N, 0° 27′ 59″ O / 38.681922°N,0.46635°O    | 03.27.009-072 | Ermita de la Mare de Déu del Pilar (Alcoi) · Carregueu una nova foto d'aquest monument                                                         |
| Borrera d'Espí                                                                 | BRL etnològic | S.XIX                                                                | Alcoi Riu Molinar                                                            | 38° 40′ 58″ N, 0° 28′ 01″ O / 38.68277°N,0.46706°O     | 03.27.009-E12 | Carregueu una nova foto d'aquest monument |
| Fàbrica El Xurro                                                               | BRL etnològic | S.XIX                                                                | Alcoi Riu Molinar                                                            |                                                        | 03.27.009-E39 | Carregueu una nova foto d'aquest monument |

## Banyeres de Mariola
| Monument                                                         | Prot.? | Estil/època                                                                                 | Localització                               | Coordenades                                                    | Codi?         | Imatge |
| ---------------------------------------------------------------- | ------ | ------------------------------------------------------------------------------------------- | ------------------------------------------ | -------------------------------------------------------------- | ------------- | --- |
| Castell                                                          | BIC    | Arquitectura islàmica S.XIII- XIV (1249) donació del castell; S.XV (1446) venda a Bocairent | Banyeres de Mariola Tossal de l'Àguila     | 38° 42′ 55″ N, 0° 39′ 28″ O / 38.715367°N,0.657714°O           | RI-51-0010567 | Castell (Banyeres de Mariola) · Vegeu més fotos d'aquest monument · Carregueu una nova foto d'aquest monument                                                  |
| Castell de Serrella                                              | BIC    |                                                                                             | Banyeres de Mariola La Serrella            | 38° 42′ 17″ N, 0° 40′ 13″ O / 38.7047138889°N,0.670230555556°O | 03.27.021-017 | Castell de Serrella (Banyeres de Mariola) · Modifica el valor a Wikidata · Carregueu una nova foto d'aquest monument                                           |
| Torre de la Font Bona, Museu Arqueològic                         | BIC    | Renaixement S.XVI (ca 1510)                                                                 | Banyeres de Mariola Carreró de la Torre, 6 | 38° 43′ 15″ N, 0° 39′ 26″ O / 38.720816°N,0.657332°O           | RI-51-0009143 | Torre de la Font Bona (Banyeres de Mariola) · Vegeu més fotos d'aquest monument · Carregueu una nova foto d'aquest monument                                    |
| Ruta dels Molins Paperers de Banyeres de Mariola al Riu Vinalopó | BIC    |                                                                                             | Banyeres de Mariola                        | 38° 42′ 25″ N, 0° 39′ 47″ O / 38.707056°N,0.662983°O           | 03.09.021-067 | Carregueu una nova foto d'aquest monument |
| Ermita de la Magdalena                                           | BRL    |                                                                                             | Banyeres de Mariola                        | 38° 42′ 59″ N, 0° 39′ 18″ O / 38.716318°N,0.655118°O           | 03.27.021-016 | Carregueu una nova foto d'aquest monument |
| Ermita de Sant Jordi                                             | BRL    |                                                                                             | Banyeres de Mariola                        | 38° 42′ 57″ N, 0° 39′ 09″ O / 38.715808°N,0.652378°O           | 03.27.021-015 | Carregueu una nova foto d'aquest monument |
| Ermita del Crist                                                 | BRL    |                                                                                             | Banyeres de Mariola                        | 38° 43′ 02″ N, 0° 39′ 16″ O / 38.717092°N,0.654496°O           | 03.27.021-014 | Ermita del Crist (Banyeres de Mariola) · Vegeu més fotos d'aquest monument · Carregueu una nova foto d'aquest monument                                         |
| Església parroquial de la Mare de Déu de la Misericòrdia         | BRL    | S.XVIII                                                                                     | Banyeres de Mariola                        | 38° 42′ 58″ N, 0° 39′ 27″ O / 38.715976°N,0.657475°O           | 03.27.021-013 | Església parroquial de la Mare de Déu de la Misericòrdia (Banyeres de Mariola) · Vegeu més fotos d'aquest monument · Carregueu una nova foto d'aquest monument |
| Església parroquial de Santa Maria                               | BRL    | S.XVII-XVIII; (1936 destrucció parcial)                                                     | Banyeres de Mariola Pl. Major              | 38° 42′ 58″ N, 0° 39′ 23″ O / 38.715985°N,0.656501°O           | 03.27.021-008 | Carregueu una nova foto d'aquest monument |

## Benifallim
| Monument                                                | Prot.? | Estil/època | Localització                 | Coordenades                                          | Codi?         | Imatge |
| ------------------------------------------------------- | ------ | ----------- | ---------------------------- | ---------------------------------------------------- | ------------- | --- |
| Castell medieval                                        | BIC    | S.XIII-XV   | Benifallim Al sud del poble  | 38° 39′ 43″ N, 0° 23′ 42″ O / 38.661908°N,0.394945°O | 03.27.032-001 | Castell medieval (Benifallim) · Vegeu més fotos d'aquest monument · Carregueu una nova foto d'aquest monument                            |
| Escut des Castelló, senyors de la Baronia de Benifallim | BIC    |             | Benifallim C. Sant Miquel, 1 | 38° 39′ 46″ N, 0° 24′ 00″ O / 38.662896°N,0.399933°O | 03.27.032-020 | Escut des Castelló (Benifallim) · Carregueu una nova foto d'aquest monument                                                              |
| Església parroquial de Sant Miquel Arcàngel             | BRL    |             | Benifallim                   | 38° 39′ 46″ N, 0° 23′ 58″ O / 38.662889°N,0.399361°O | 03.27.032-002 | Església parroquial de Sant Miquel Arcàngel (Benifallim) · Vegeu més fotos d'aquest monument · Carregueu una nova foto d'aquest monument |

## Castalla
| Monument                                                                                      | Prot.? | Estil/època | Localització                    | Coordenades                                          | Codi?         | Imatge |
| --------------------------------------------------------------------------------------------- | ------ | --- | ------------------------------- | ---------------------------------------------------- | ------------- | --- |
| Castell de Castalla                                                                           | BIC    | Arquitectura medieval - Renaixement S.XI origen islàmic; S.XIV-XV recinte, palau; S.XVI (1529) torre major, (1579) torre Grossa | Castalla Turó del Castell       | 38° 35′ 51″ N, 0° 40′ 24″ O / 38.597462°N,0.673374°O | RI-51-0011103 | Castell de Castalla · Vegeu més fotos d'aquest monument · Carregueu una nova foto d'aquest monument                              |
| Escut dels Soler de la Masia Llentisclar                                                      | BIC    | | Castalla Partida de Llentisclar | 38° 33′ 55″ N, 0° 40′ 11″ O / 38.565292°N,0.669738°O | 03.27.053-005 | Carregueu una nova foto d'aquest monument                                                                                        |
| Escut dels Rico al carrer Major, 16-18                                                        | BIC    | | Castalla C. Major, 16-18        | 38° 35′ 44″ N, 0° 40′ 17″ O / 38.595686°N,0.671456°O | 03.27.053-036 | Escut dels Rico al carrer Major, 16-18 (Castalla) · Carregueu una nova foto d'aquest monument                                    |
| Escut dels Bernat                                                                             | BIC    | | Castalla C. Major, 8-10         | 38° 35′ 43″ N, 0° 40′ 18″ O / 38.595375°N,0.671769°O | 03.27.053-037 | Escut dels Bernat (Castalla) · Carregueu una nova foto d'aquest monument                                                         |
| Escut dels Rico al carrer Major, 2-4                                                          | BIC    | | Castalla C. Major, 2-4          | 38° 35′ 43″ N, 0° 40′ 19″ O / 38.595169°N,0.671952°O | 03.27.053-038 | Escut dels Rico al carrer Major, 2-4 (Castalla) · Modifica el valor a Wikidata · Carregueu una nova foto d'aquest monument       |
| Escut dels Soler al carrer Empedrada                                                          | BIC    | | Castalla C. Empedrada, 1-3      | 38° 35′ 42″ N, 0° 40′ 20″ O / 38.59505°N,0.672256°O  | 03.27.053-039 | Escut dels Soler al carrer Empedrada (Castalla) · Carregueu una nova foto d'aquest monument                                      |
| Escut dels Soler a la plaça Major                                                             | BIC    | | Castalla Pl. Major, 14-15       | 38° 35′ 42″ N, 0° 40′ 19″ O / 38.595063°N,0.672036°O | 03.27.053-040 | Carregueu una nova foto d'aquest monument                                                                                        |
| Ajuntament, Palau Municipal                                                                   | BRL    | Barroc S.XVII (1664), S.XIX (1826)                                                                                              | Castalla Pl. Major              | 38° 35′ 43″ N, 0° 40′ 20″ O / 38.595202°N,0.672249°O | 03.27.053-009 | Ajuntament (Castalla) · Vegeu més fotos d'aquest monument · Carregueu una nova foto d'aquest monument                            |
| Convent de Sant Francesc de Paula                                                             | BRL    | S. XVIII església i claustre; S.XIX (1808-1810) campanar                                                                        | Castalla C. Convent 13-15       | 38° 35′ 34″ N, 0° 40′ 21″ O / 38.592784°N,0.672561°O | 03.27.053-031 | Convent de Sant Francesc de Paula (Castalla) · Vegeu més fotos d'aquest monument · Carregueu una nova foto d'aquest monument     |
| Ermita de la Sang                                                                             | BRL    | S.XIV; S.XV-S.XVI (1460-1517) capelles; S.XVIII (1752-1759) camaril, retaule i pintures; S.XX (1962-1970) restauració           | Castalla Carril de la Sang      | 38° 35′ 50″ N, 0° 40′ 19″ O / 38.597207°N,0.672012°O | 03.27.053-032 | Ermita de la Sang (Castalla) · Vegeu més fotos d'aquest monument · Carregueu una nova foto d'aquest monument                     |
| Església parroquial de Maria Assumpta, o Església parroquial de la Mare de Déu de l'Assumpció | BRL    | Renaixement S.XVI; S.XVII (1613) portada, (1683-1688) capella Comunió; S.XVIII (1742) sagristies; S.XIX reformes en capelles    | Castalla Pl. Església           | 38° 35′ 49″ N, 0° 40′ 14″ O / 38.596889°N,0.67053°O  | 03.27.053-001 | Església parroquial de Maria Assumpta (Castalla) · Vegeu més fotos d'aquest monument · Carregueu una nova foto d'aquest monument |

## Ibi
| Monument                                            | Prot.? | Estil/època                                                       | Localització                                    | Coordenades                                          | Codi?         | Imatge |
| --------------------------------------------------- | ------ | ----------------------------------------------------------------- | ----------------------------------------------- | ---------------------------------------------------- | ------------- | --- |
| Castell Vell                                        | BIC    | Arquitectura medieval                                             | Ibi Turó junt a un barranc proper a la població | 38° 38′ 15″ N, 0° 34′ 43″ O / 38.637436°N,0.578744°O | RI-51-0011101 | Carregueu una nova foto d'aquest monument                                                                                                 |
| Castell Vermell, o Castell el Roig                  | BIC    | Arquitectura islàmica                                             | Ibi Turó proper a la població                   | 38° 37′ 46″ N, 0° 34′ 24″ O / 38.629317°N,0.573414°O | RI-51-0011102 | Carregueu una nova foto d'aquest monument                                                                                                 |
| Ermita de Santa Llúcia                              | BRL    | S.XIII origen en antiga fortalesa; S.XX (1976-1979) reconstrucció | Ibi Turó de Santa Llúcia                        | 38° 37′ 46″ N, 0° 34′ 24″ O / 38.629331°N,0.573389°O | 03.27.079-004 | Ermita de Santa Llúcia (Ibi) · Vegeu més fotos d'aquest monument · Carregueu una nova foto d'aquest monument                              |
| Església parroquial de la Transfiguració del Senyor | BRL    | S.XVI                                                             | Ibi Pl. Església                                | 38° 37′ 38″ N, 0° 34′ 28″ O / 38.627213°N,0.574558°O | 03.27.079-001 | Església parroquial de la Transfiguració del Senyor (Ibi) · Vegeu més fotos d'aquest monument · Carregueu una nova foto d'aquest monument |

## Onil
| Monument                                                                                     | Prot.? | Estil/època                                                                       | Localització             | Coordenades                                          | Codi?         | Imatge |
| -------------------------------------------------------------------------------------------- | ------ | --------------------------------------------------------------------------------- | ------------------------ | ---------------------------------------------------- | ------------- | --- |
| Palau Fortalesa del marqués de Dosaigües, o Palau municipal d'Onil                           | BIC    | Gòtic - Renaixement S.XVI (1519-1539) palau                                       | Onil Pl. Major           | 38° 37′ 47″ N, 0° 40′ 26″ O / 38.629589°N,0.674007°O | RI-51-0010626 | Palau Fortalesa del marqués de Dosaigües (Onil) · Vegeu més fotos d'aquest monument · Carregueu una nova foto d'aquest monument |
| Casa de l'Hort, o Casa residencial del Cardenal Payá                                         | BIC    | S.XVIII-XX; (1874) tancament del jardí                                            | Onil Av. Pau, 2          | 38° 37′ 42″ N, 0° 40′ 29″ O / 38.62836°N,0.674835°O  | 03.27.096-018 | Casa de l'Hort (Onil) · Vegeu més fotos d'aquest monument · Carregueu una nova foto d'aquest monument                           |
| Escut heràldic dels Joan                                                                     | BIC    |                                                                                   | Onil                     |                                                      | 03.09.096-036 | Carregueu una nova foto d'aquest monument                                                                                       |
| Escut heràldic dels Pérez de Sarrió                                                          | BIC    |                                                                                   | Onil Pl. Font, 4         |                                                      | 03.09.096-034 | Carregueu una nova foto d'aquest monument                                                                                       |
| Escut heràldic dels Rico Berenguer de Marquina                                               | BIC    |                                                                                   | Onil                     |                                                      | 03.09.096-035 | Carregueu una nova foto d'aquest monument                                                                                       |
| Convent de Montserrat                                                                        | BRL    | S.XVII-XVIII                                                                      | Onil C. Montserrat       | 38° 37′ 54″ N, 0° 40′ 30″ O / 38.631677°N,0.674998°O | 03.27.096-007 | Carregueu una nova foto d'aquest monument                                                                                       |
| Ermita Mare de Déu de la Salut                                                               | BRL    | S.XVIII (1719) obres acabades                                                     | Onil Pg. Mare de Déu, 20 | 38° 37′ 28″ N, 0° 40′ 42″ O / 38.62451°N,0.678457°O  | 03.27.096-009 | Carregueu una nova foto d'aquest monument                                                                                       |
| Monestir de la Immaculada, o Convent de Sant Bonaventura. Església del Convent de les Monges | BRL    | S.XVII (1674-1687); S.XVIII pintures capella Sant Francesc; S.XIX desamortització | Onil Av. Castalla, 1     | 38° 37′ 43″ N, 0° 40′ 25″ O / 38.628612°N,0.673592°O | 03.27.096-010 | Carregueu una nova foto d'aquest monument                                                                                       |

## Penàguila
| Monument                                                        | Prot.? | Estil/època                                                | Localització                        | Coordenades                                          | Codi?         | Imatge |
| --------------------------------------------------------------- | ------ | ---------------------------------------------------------- | ----------------------------------- | ---------------------------------------------------- | ------------- | --- |
| Torre Sena                                                      | BIC    | Renaixement Ca S.XVI                                       | Penàguila Ctra. Benifallim-Alcoleja | 38° 40′ 30″ N, 0° 22′ 56″ O / 38.6749°N,0.3821°O     | RI-51-0009170 | Carregueu una nova foto d'aquest monument |
| Castell de Penàguila                                            | BIC    |                                                            | Penàguila Turó del Castell          | 38° 40′ 31″ N, 0° 21′ 47″ O / 38.67525°N,0.362972°O  | RI-51-0010643 | Carregueu una nova foto d'aquest monument |
| Muralles                                                        | BIC    |                                                            | Penàguila En el nucli urbà          | 38° 40′ 46″ N, 0° 21′ 32″ O / 38.679539°N,0.358998°O | RI-51-0010466 | Carregueu una nova foto d'aquest monument |
| Jardí Sants, o Palau dels Fenollar (Casa Gran) i Jardí de Sants | BRL    | S.XVIII-XIX                                                | Penàguila Pl. Arbre, 8              | 38° 40′ 58″ N, 0° 21′ 23″ O / 38.682823°N,0.35644°O  | 03.27.103-003 | Jardí Sants (Penàguila) · Vegeu més fotos d'aquest monument · Carregueu una nova foto d'aquest monument                                          |
| Església parroquial de l'Assumpció de la Mare de Déu            | BRL    | Neoclassicista S.XVIII (1790); S.XIX (1802-1805) ampliació | Penàguila Pl. Església              | 38° 40′ 46″ N, 0° 21′ 33″ O / 38.679377°N,0.359075°O | 03.27.103-004 | Església parroquial de l'Assumpció de la Mare de Déu (Penàguila) · Vegeu més fotos d'aquest monument · Carregueu una nova foto d'aquest monument |
| Casa al carrer Verge del Patrocini                              | BRL    |                                                            | Penàguila                           |                                                      | 03.27.103-009 | Carregueu una nova foto d'aquest monument |

## Tibi
| Monument                                     | Prot.? | Estil/època | Localització                      | Coordenades                                          | Codi?         | Imatge                                                                                        |
| -------------------------------------------- | ------ | --- | --------------------------------- | ---------------------------------------------------- | ------------- | --------------------------------------------------------------------------------------------- |
| Castell                                      | BIC    | | Tibi Lloma de les Monges          | 38° 31′ 33″ N, 0° 34′ 24″ O / 38.525782°N,0.57343°O  | RI-51-0010559 | Carregueu una nova foto d'aquest monument                                                     |
| Pantà de Tibi                                | BIC    | S.XVI (1579-1580) sol·licitud i inici d'obres, (1588-1594) construcció presa; S.XVII (1633) execució assut de Sant Joan, ((1697) trencament; S.XVIII (1721) projecte de reconstrucció, (1735-1738) obres, (1773) projecte; S.XIX obres en séquia Major | Tibi Presa sobre el riu Montnegre | 38° 30′ 02″ N, 0° 33′ 28″ O / 38.500612°N,0.557838°O | RI-51-0007057 | Pantà de Tibi · Vegeu més fotos d'aquest monument · Carregueu una nova foto d'aquest monument |
| Ermita de Santa Maria Magdalena              | BRL    | | Tibi                              | 38° 32′ 01″ N, 0° 34′ 26″ O / 38.533609°N,0.573783°O | 03.27.129-005 | Carregueu una nova foto d'aquest monument                                                     |
| Església parroquial de Santa Maria Magdalena | BRL    | S.XVIII; S.XIX (1840-1841) portada i rellotge | Tibi Pl. Espanya, 2               | 38° 31′ 52″ N, 0° 34′ 39″ O / 38.531039°N,0.577439°O | 03.27.129-003 | Carregueu una nova foto d'aquest monument                                                     |